# Дубосековская улица (Москва)
Дубосе́ковская у́лица — улица в районе Сокол Северного административного округа города Москвы.

## Положение улицы
Дубосековская улица начинается от Волоколамского шоссе, идёт на север и заканчивается у КПП № 3 МАИ. С запада к Дубосековской улице примыкает Факультетский переулок

Мемориальная плита на Дубосековской улице

.

## Происхождение названия
Своё название улица получила в 1966 году в память о кровопролитном бое 16 ноября 1941 года 28 бойцов 316-й стрелковой дивизии у разъезда Дубосеково.

## Здания и сооружения
По нечётной стороне:
- № 3 — Школа № 1252 им. Сервантеса с углублённым изучением испанского языка.
- № 5 — Дирекция студенческого городка и общежитие МАИ.
- № 9 — Общежитие МАИ.

По чётной стороне:
- № 4 — Главный учебный корпус МАИ.
- № 8 — СДК МАИ.

## Транспорт

### Наземный транспорт
Общественный транспорт по улице не проходит. Ближайшие остановки: «Улица Константина Царёва» трамваев 23, 30, 31; «Авиационный институт» и «Улица Панфилова» автобусов м1, 88, 175, 356, 412, т70.

### Ближайшие станции метро
- Войковская